# Michel Pécheux
Michel Pécheux (Saint-Brieuc, 24 de mayo de 1911-Neuilly-sur-Seine, 29 de agosto de 1985) fue un deportista francés que compitió en esgrima, especialista en la modalidad de espada.
Participó en dos Juegos Olímpicos de Verano en los años 1936 y 1948, obteniendo dos medallas, bronce en Berlín 1936 y oro en Londres 1948. Ganó siete medallas en el Campeonato Mundial de Esgrima entre los años 1934 y 1950.

## Palmarés internacional
| Juegos Olímpicos   | Juegos Olímpicos          | Juegos Olímpicos  | Juegos Olímpicos   |
| Año                | Lugar                     | Medalla           | Prueba             |
| ------------------ | ------------------------- | ----------------- | ------------------ |
| 1936               | Berlín (Alemania)         | Medalla de bronce | Espada por equipos |
| 1948               | Londres (Reino Unido)     | Medalla de oro    | Espada por equipos |
| Campeonato Mundial |                           |                   |                    |
| Año                | Lugar                     | Medalla           | Prueba             |
| 1934               | Varsovia (Polonia)        | Medalla de oro    | Espada por equipos |
| 1935               | Lausana (Suiza)           | Medalla de oro    | Espada por equipos |
| 1937               | París (Francia)           | Medalla de plata  | Espada por equipos |
| 1938               | Pieštany (Checoslovaquia) | Medalla de oro    | Espada individual  |
| 1938               | Pieštany (Checoslovaquia) | Medalla de oro    | Espada por equipos |
| 1947               | Lisboa (Portugal)         | Medalla de oro    | Espada por equipos |
| 1950               | Montecarlo (Mónaco)       | Medalla de plata  | Espada por equipos |